# Potrerillos kommun, El Paraíso
Potrerillos är en kommun i Honduras.   Den ligger i departementet El Paraíso, i den södra delen av landet, 50 km öster om huvudstaden Tegucigalpa. Antalet invånare är 3 044. Arean är 125 kvadratkilometer.
Terrängen i Potrerillos är kuperad.